# Mitologia còrnica
La mitologia còrnica és el conjunt de tradicions populars i la mitologia del poble còrnic. Consisteix en part de les tradicions populars desenvolupades a Cornualla (Gran Bretanya), i en part de les tradicions desenvolupades pels britànics en altres llocs abans del final del primer mil·lenni, sovint compartides amb les dels pobles bretó i gal·lés. Algunes d'aquests tradicions contenen restes de la mitologia de la Gran Bretanya precristiana.
Hi ha molta cultura popular tradicional a Cornualla, sovint en forma de contes de gegants, de sirenes, de la bucca, i dels piskies o «pobel vean» (petites persones). Actualment, aquests contes segueixen sent populars, amb molts esdeveniments que acullen un «droll teller» que explica aquestes històries; aquests mites i històries han tingut molt d'èxit entre el públic, especialment en llibres infantils. El conte de fades Jack, el gegant assassí té lloc a Cornualla. Moltes de les primeres llegendes britàniques associen el rei Artús a Cornualla, i n'estableixen el lloc de naixement a Tintagel, la cort del seu oncle el rei Marc de Cornualla, pare de Tristany.

## Visió general

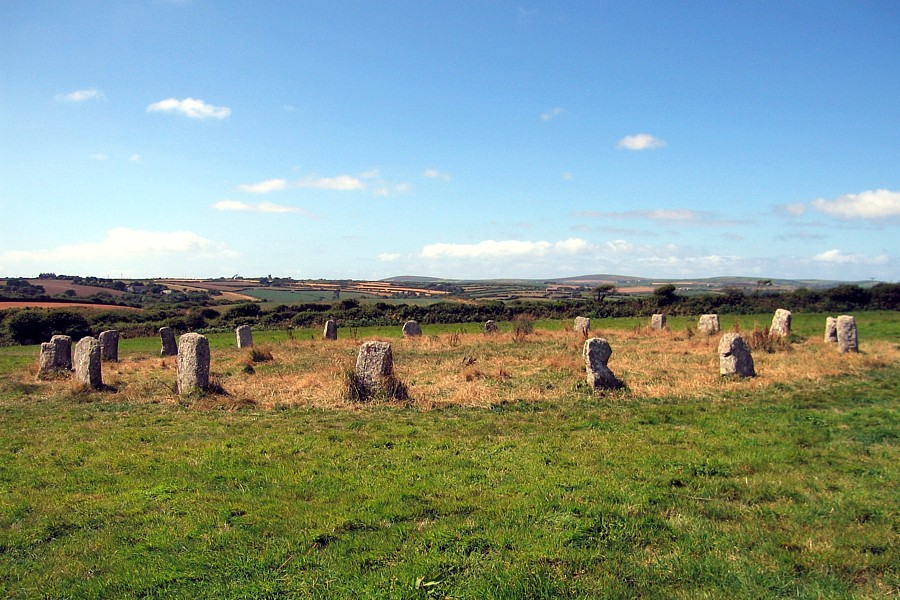
Els Merry Maidens, a St. Buryan

Cornualles comparteix el seu antic patrimoni cultural amb els seus «cosins celtes» bretons i gal·lesos, i també amb Irlanda i parts d'Anglaterra, com el veí Devon. Molts contes antics dels bards, ja sigui del cicle artúric, de Tristany i Isolda o del Mabinogion, tenen lloc a l'antic Regne de Cerniw, rodejat pel «mar britànic» (Mor Brettanek / Mor Breizh).
Part de la mitologia còrnica deriva de contes de pirates marins i contrabandistes que van prosperar a Cornualla des de l'edat moderna fins al segle xix. Els pirates de Cornualles van aprofitar tant el seu coneixement de la costa de Cornualles com els seus rierols protegits i ancoratges amagats. Per a molts pobles pesquers, el botí i el contraban proporcionats pels pirates recolzaven una forta i secreta economia submergida a Cornualla.

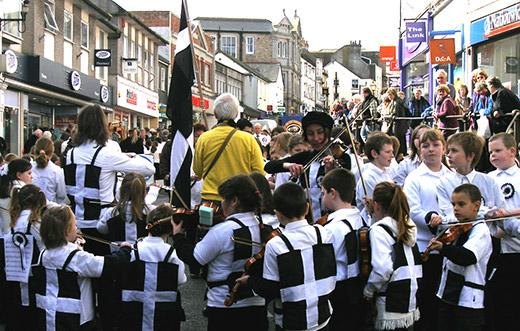
Celebrant el Gool Peran a Penzance

Les criatures llegendàries que apareixen en la cultura popular còrnica inclouen la bucca, els knockers, els gegants i els piskies. Es considera que els contes d'aquestes criatures es van desenvolupar com a explicacions sobrenaturals dels freqüents accidents mortals produïts pels fontis de les mines que es van produir durant la mineria de l'estany de Cornualla del segle xviii, o bé van ser una creació de les ments poc oxigenades dels minaires.
El knocker (o bucca en còrnic) és l'equivalent gal·lès i còrnic del leprechaun irlandès i del brownie anglès i escocès. Amb uns 60 cm d'alçada i vergonyosos, però no deformes, viuen sota la terra. Vesteixen amb minúscules versions de la roba típica dels minaires i realitzen atacs aleatoris, com robar eines i aliments descuidats d'un minaire. Sovint els minaires els fan una petita ofrena d'aliments, en general un tros de pastís, per tranquil·litzar-los.
Moltes de les característiques del paisatge, com les formes característiques del granit de Bodmin Moor, el paisatge espectacular dels penya-segats, o la forma mística de la muntanya de Sant Miquel (Karrek Loos yn Koos) s'expliquen com l'obra de gegants, i en contes anglesos com el de Jack, el gegant assassí del començament del segle xviii. Moltes tradicions populars britàniques més antigues que van quedar escrites en manuscrits en llengua gal·lesa medieval estan estretament relacionades amb les tradicions populars de Dartmoor, al veí Devon.
L'antic Michaelmas (festa dels arcàngels) se celebrava l'11 d'octubre (10 d'octubre en algunes fonts). Segons una antiga llegenda, no s'havien de recollir mores després d'aquesta data. Això és perquè, segons la tradició popular britànica, Satanàs va ser desterrat del cel en aquest dia, va caure sobre un esbarzer i el va maleir. A Cornualla, preval una llegenda semblant, segons la qual el diable orinà sobre l'esbarzer.
Els signes del temps
| « | (anglès) Mist from the hill, Brings water for the mill. Mist from the sea, Brings fine weather for me. Lundy plain, Sign of rain.'' | (català) Boira del turó, porta aigua per al molí; Boira de la mar, porta bon temps per a mi. Plana llunyana, signe de pluja. | » |

## Enys Tregarthen
Nellie Sloggett, de Padstow, va dedicar gran part de la seva recerca a la tradició popular i a les llegendes de Cornualla. Va recollir i enregistrar moltes històries sobre els piskies i les fades de mites i llegendes còrnics. Va publicar la major part de les seves obres amb el pseudònim d'Enys Tregarthen.
Llibres publicats
- The Doll Who Came Alive (1973), ISBN 0-381-99683-2.
- Pixie Folklore & Legends  (reimprès 1995), ISBN 0-517-14903-6.
- Padstow's Faery Folk (rústica).
- North Cornwall Fairies and Legends.  Londres: Wells Gardner, Darton & Co., 1906.
- The House of the Sleeping Winds and Other Stories (1911).
- The White Ring (1949).

## El nord de Cornualla
Dozmary Pool és identificat per algunes persones amb el llac en què, segons la llegenda artúrica, sir Bedivere va llançar l'espasa Excàlibur a la Dama del Llac. Una altra llegenda relacionada amb Dozmary Pool és la de Jan Tregeagle.
S'ha informat a vegades de l'albirament de la bèstia de Bodmin, però mai s'ha identificat amb certesa.
Doom Bar
| «                                                       | [La llegenda de la sirena] és, sens dubte, un mite, però és un fet que, de vegades, s'escolta un crit lamentable a Doom Bar després d'un temut temporal i una pèrdua de vida en aquell banc de sorra fatídic, com una dona que es troba amb els morts. | » |
| — Notes d'Enys Tregarthen sobre la llegenda de Doom Bar | |   |

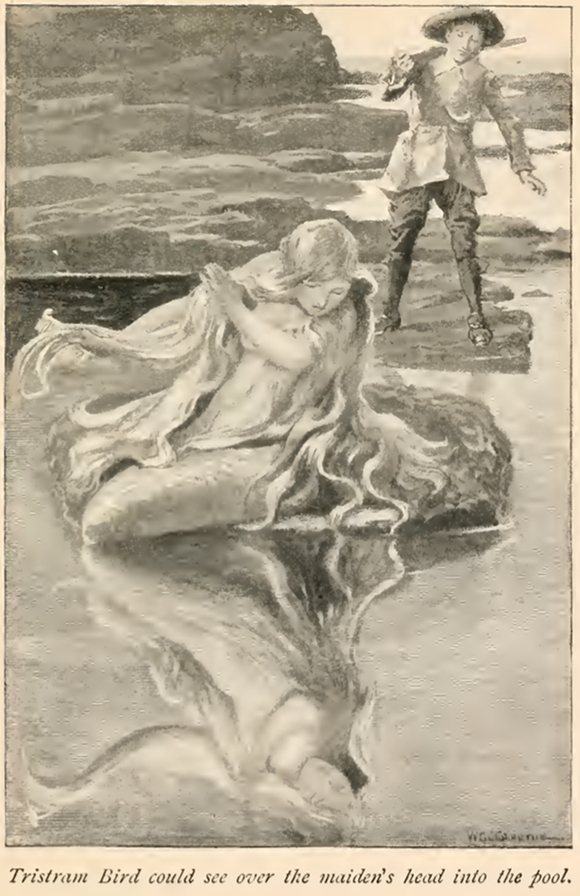
Il·lustració de Tristam Bird i la sirena de Padstow abans de disparar-li. La seva maledicció formà el Doom Bar. Presa del llibre North Cornwall fairies and legends (1906)

Segons la llegenda, la sirena de Padstow va crear el Doom Bar com una maledicció moribunda, després que un mariner li disparés. No obstant això, hi ha moltes versions diferents de la història i els detalls precisos no en són clars.
Algunes versions comencen afirmant que ella guiava els vaixells fins a la ria, altres versions expliquen que visitava i espiava els vaixells al port, però normalment solia seure's sobre una roca a Hawkers Cove. Allí es va trobar amb un home i se'n va enamorar.
Una versió explica que va intentar atraure'l amb les onades, però l'home va escapar i li disparà. Una altra versió descriu que un home, Tristram Bird, es va enamorar d'ella i li va demanar que s'hi casés, però ella es va negar. En la seva ràbia li va disparar. Una altra versió explica que un pescador, Tom Yeo, li va disparar creient que era una foca.
El final de la llegenda generalment és semblant. Amb el seu alè moribund, envià una maledicció a Padstow, o al port mateix, afirmant que el port seria desolat o insegur. Amb això, arribà una gran tempesta que va destruir molts vaixells i creà el gran banc de sorra conegut actualment amb el nom de Doom Bar.

## Penwith

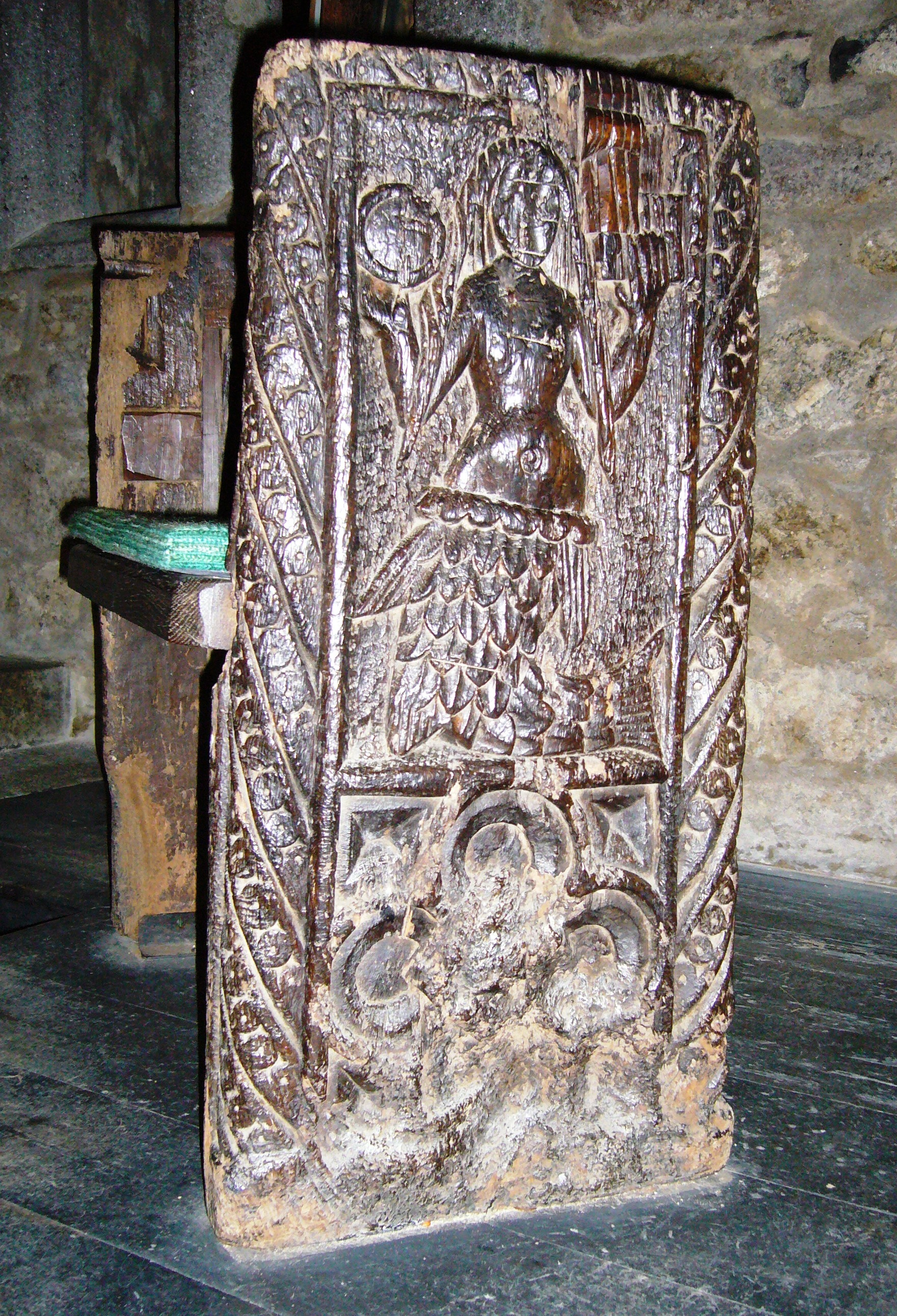
La cadira de la sirena de Zennor

Dins dels límits de la parròquia de Gulval es troben les mines de Ding Dong, actualment en desús, reputades com unes de les més antigues de Cornualla. La llegenda local popular afirma que Josep d'Arimatea, comerciant d'estany, va visitar la mina acompanyat d'un jove Jesús que es va dirigir als miners.
A Zennor hi ha una llegenda sobre una sirena.
A Mousehole hi ha la llegenda de Tom Bawcock, un pescador del poble que segons la llegenda arriscà la vida per sortir i pescar i aconseguí tornar amb prou peix per alimentar tot el poble fins que acabà la tempesta. Tots els peixos es van posar dins d'un gran pastís, conegut actualment com el «Stargazy pie».
Segons el mite local, el cercle de pedres de Merry Maidens de St. Buryan es va crear quan dinou donzelles es van convertir en pedra com a càstig per ballar un diumenge (Dans Maen es tradueix com a «dansa de pedra»). Els «gaiters» (en anglès, piper), dos megàlits que es troben una mica lluny al nord-est del cercle, es consideren les restes petrificades dels músics que van tocar per a les ballarines. Una història més detallada explica per què els «gaiters» estan tan lluny de les donzelles; aparentment, els dos músics van escoltar com les campanes de l'església de St. Buryan tocaven la mitjanit i es van adonar que ja no era dissabte, i van començar a córrer pel turó lluny de les donzelles que van continuar ballant sense acompanyament.
Aquestes llegendes de petrificació solen associar-se als cercles de pedra, i es reflecteixen en els noms populars d'alguns dels llocs propers, com per exemple les Tregeseal Dancing Stones, les Nine Maidens de Boskednan, i els distants Hurlers and Pipers de Bodmin Moor.